# Estrela de nêutrons

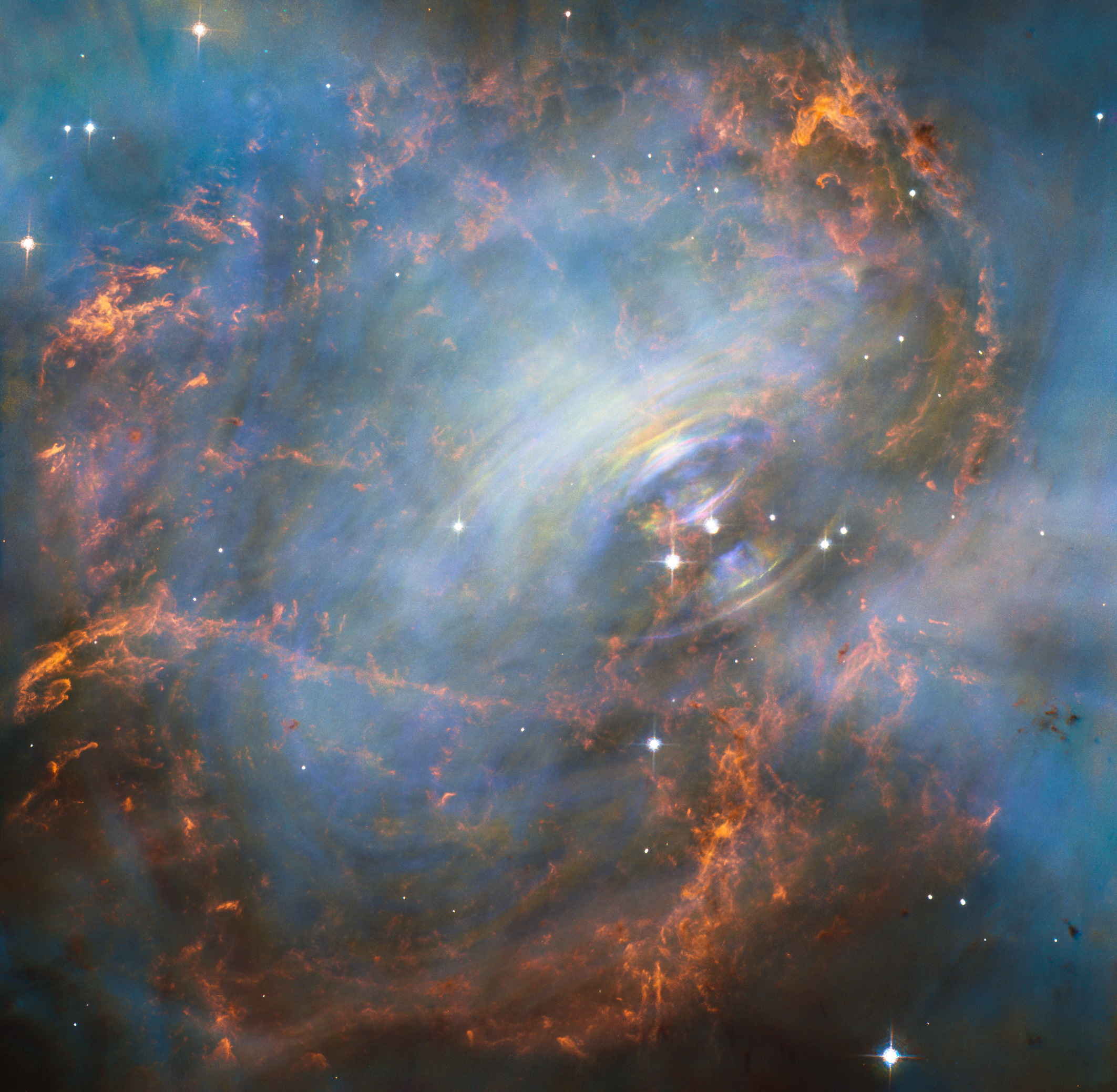
Estrela central de nêutrons no coração da Nebulosa do Caranguejo (trata-se da estrela mais à direita das duas brilhantes próximas ao centro da imagem)

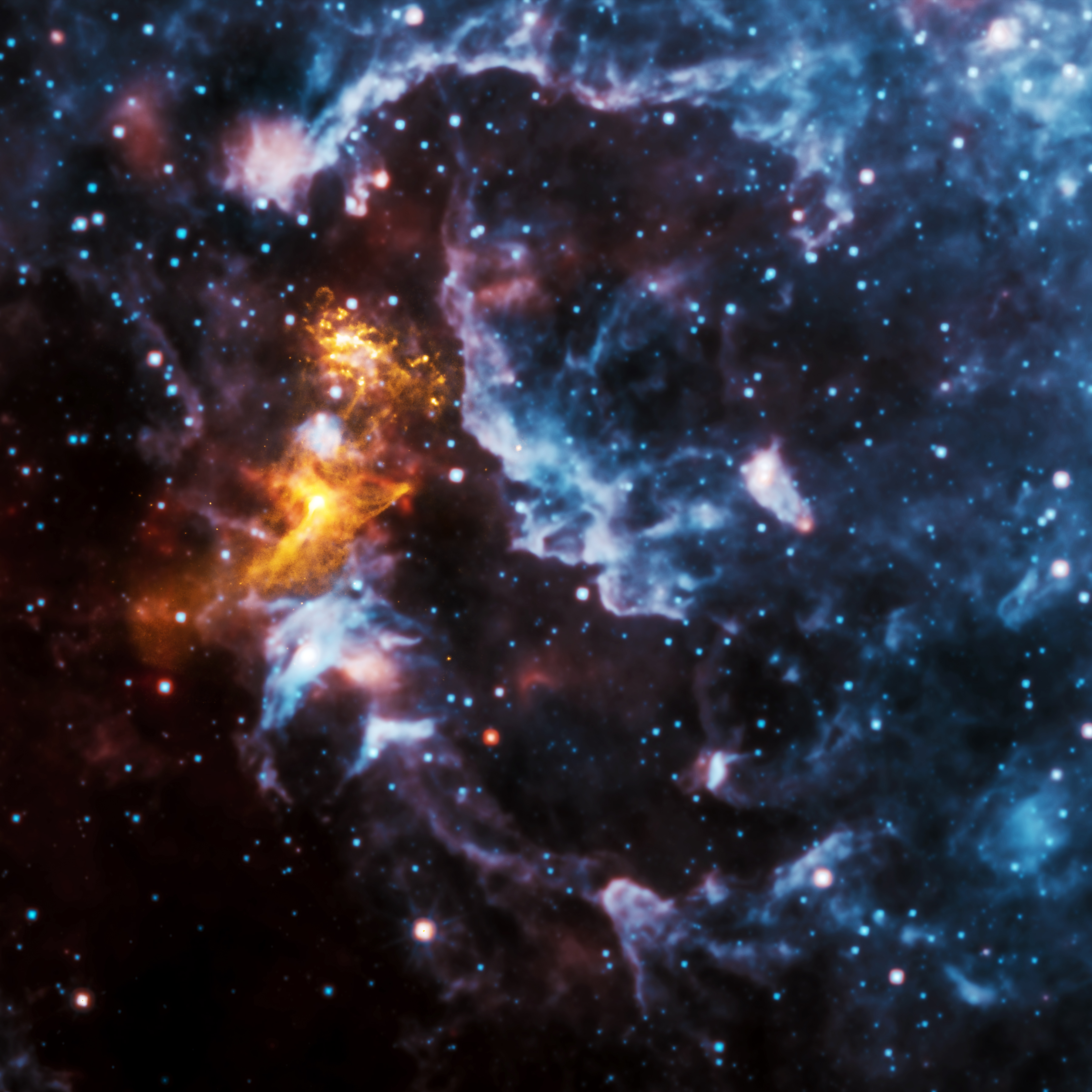
A radiação do pulsar PSR B1509-58.

Na astronomia, a estrela de nêutrons (português brasileiro) ou neutrões (português europeu) é um objeto astronômico super denso, composto quase que inteiramente de nêutrons, que possui alta velocidade e temperatura, forte gravidade e campos magnéticos. É o núcleo colapsado de uma grande estrela ou explosão da supernova, combinada com o colapso gravitacional, que comprime o núcleo após a densidade da estrela anã branca ao dos núcleos atômicos. É a menor e mais densa estrela conhecida, apesar de tipicamente ter um pequeno raio, pode ter a massa cerca de duas vezes a do Sol, no caso de muito massiva pode formar um buraco negro.
Seus elevados campos magnéticos e campo gravitacional na superfície, resulta na perda de pouca energia (ondas de radiação eletromagnética) que escapa da sua superfície na forma de feixes com a direção do eixo magnético norte-sul, que a torna detectável como pulsar. Esta também gira muito rápido, com um período de rotação que pode alcançar milésimos de segundo, devido o colapso do núcleo e a conservação do momento angular. A estrela de nêutrons de rotação mais rápida conhecida é a PSR J1748-2446ad, que gira a uma taxa de 716 vezes por segundo (43 000 rotações por minuto), dando uma velocidade linear na superfície da ordem de 0,24 c (ou seja, quase um quarto da velocidade da luz).
Acredita-se que existam cerca de 100 milhões de estrelas de nêutrons na Via Láctea, um número obtido ao estimar o número de estrelas que sofreram explosões de supernova. No entanto, a maioria é antiga e fria e essas estrelas são apenas detectadas em certas instâncias, na forma de um pulsar ou parte de um sistema binário. As de rotação lenta e não acentuadas são virtualmente indetectáveis; no entanto, desde a detecção pelo telescópio espacial Hubble de RX J1856.5-3754, algumas estrelas de nêutrons próximas que parecem emitir apenas radiação térmica foram detectadas. Os repetidores de raios gama suaves são conjecturados para ser um tipo de estrela de nêutrons com campos magnéticos muito fortes, conhecidos como magnetares ou, alternativamente, estrelas de nêutrons com discos fósseis em torno deles.
As estrelas de nêutrons em sistemas binários podem sofrer acúmulo, o que normalmente torna o sistema brilhante em raios-x enquanto o material que cai na estrela de nêutrons pode formar ponto quentes que rodam dentro e fora da vista em sistemas identificados de pulsares de raios-X. Além disso, tal acréscimo pode "reciclar" os pulsares antigos e potencialmente fazer com que eles giram massa e gire para taxas de rotação muito rápidas, formando os chamados pulsares de milissegundos. Esses sistemas binários continuarão a evoluir e, eventualmente, os companheiros podem se tornar objetos compactos, como anãs brancas ou estrelas de nêutrons, embora outras possibilidades incluam uma destruição completa através da ablação ou fusão. A fusão de estrelas binárias de nêutrons pode ser a fonte de rajadas de raios gama de curta duração e provavelmente são fontes fortes de ondas gravitacionais. Em 2017, foi feita a primeira detecção direta das ondas gravitacionais de tal evento e as ondas gravitacionais também foram indiretamente detectadas em um sistema em que duas estrelas de nêutrons orbitavam entre si.

## Formação

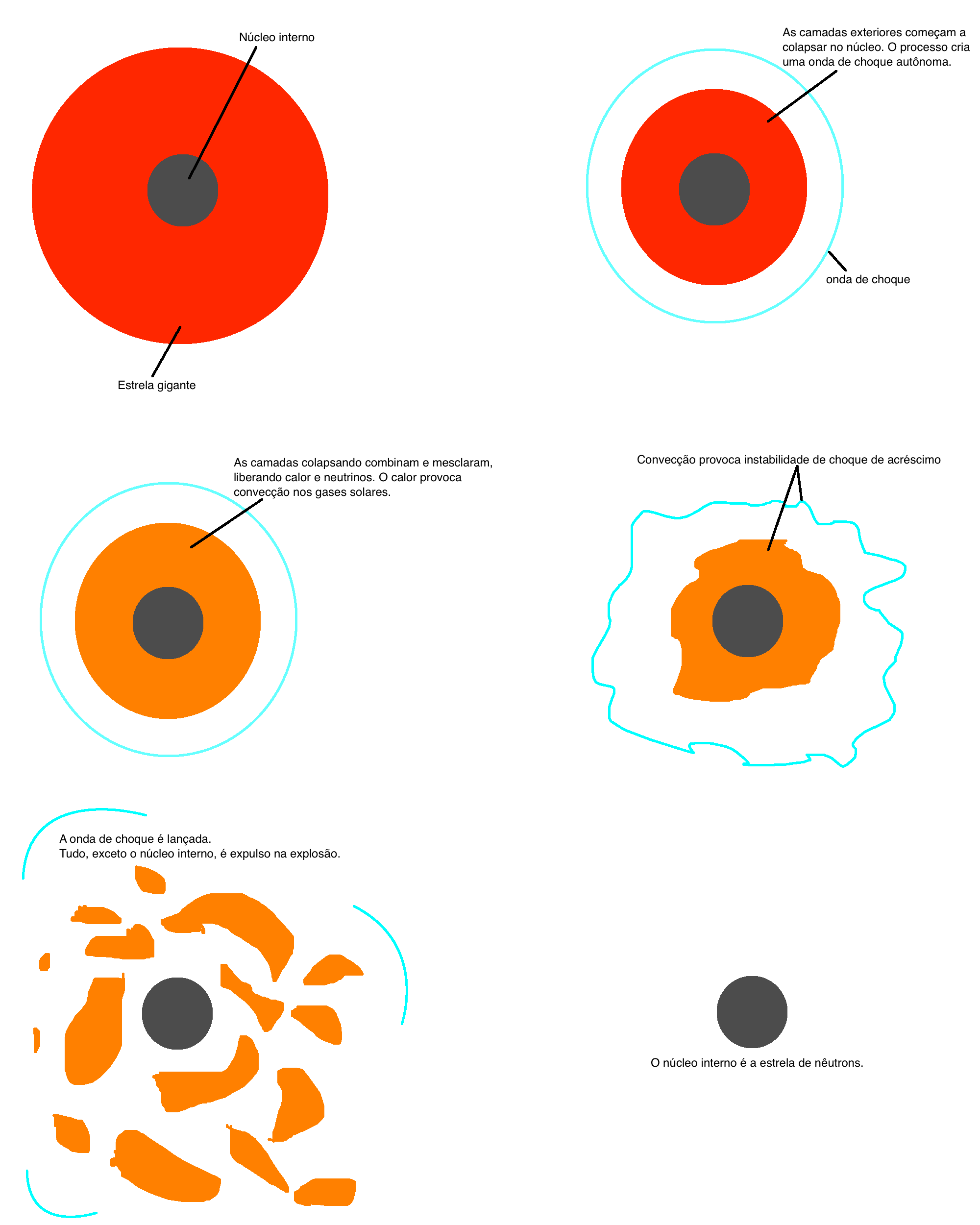
Representação simplificada da formação de estrelas de nêutrons.

Qualquer estrela da sequência principal com uma massa inicial superior a 8 vezes a massa do Sol (8 M☉) tem o potencial de produzir uma estrela de nêutrons. À medida que a estrela evolui para longe da sequência principal, a queima nuclear subsequente produz um núcleo rico em ferro. Quando todo o combustível nuclear no núcleo se esgota, o núcleo é sustentado apenas pela pressão de degenerescência. Depósitos adicionais de massa oriunda da queima de regiões próximas à superfície fazem com que o núcleo exceda o limite de Chandrasekhar. A pressão de degenerescência de elétrons é superada e o núcleo colapsa ainda mais, com temperaturas que ultrapassam 5×109 K. Nessas temperaturas, ocorre a fotodesintegração (a quebra de núcleos de ferro em partículas alfa por raios gama de altas energias). À medida que a temperatura sobe, elétrons e prótons se combinam para formar nêutrons via captura de elétrons, liberando uma enxurrada de neutrinos. Quando as densidades atingem a densidade nuclear de 4×1017 kg/m3, uma combinação de força de repulsão forte e pressão de degenerescência de nêutrons interrompe a contração. O colapso do envelope externo da estrela é interrompido e lançado para fora por um fluxo de neutrinos produzidos na criação dos nêutrons, tornando-se uma supernova. O que sobre após esse processo é uma estrela de nêutrons. Se o remanescente tiver uma massa maior que cerca de 3 M☉, ele colapsa ainda mais para se tornar um buraco negro.
À medida que o núcleo de uma estrela massiva é comprimido durante uma supernova Tipo II ou uma supernova Tipo Ib ou Tipo Ic, e colapsa em uma estrela de nêutrons, ela retém a maior parte de seu momento angular. Mas, por ter apenas uma pequena fração do raio da estrela que a deu origem (e, portanto, seu momento de inércia é drasticamente reduzido), uma estrela de nêutrons é formada com velocidade de rotação muito alta e, em um período muito longo, diminui. São conhecidas estrelas de nêutrons que têm períodos de rotação de cerca de 1,4 ms a 30 s. A densidade da estrela de nêutrons também lhe confere gravidade superficial muito alta, com valores típicos variando de 1012 a 1013 m/s² (mais de 1011 vezes a da Terra).

## Detecção
Observa-se esta radiação pulsante em detectores de rádio. Um pulso periódico é muito preciso, mais preciso que o melhor relógio atômico. O primeiro pulsar foi descoberto, acidentalmente, em 1967, quando cientistas buscavam fontes de rádio que estivessem distantes, utilizando para isso um radiotelescópio especial, sensível às ondas de rádio de rápida variabilidade, que haviam sido construídos. Encontraram um objeto que emitia pulsos de radiação em intervalos de tempo extremamente precisos e, por causa dessa precisão de pulso, suspeitaram até mesmo de um sinal alienígena.

## Características

Estrutura de uma estrela de nêutrons

Este corpo estelar é extremamente massivo, com densidade no fator de {\displaystyle 10^{26}}, para se ter uma ideia da alta densidade, imagine uma caixa de fósforo de tamanho normal contendo material da estrela de nêutrons, esta teria uma massa de aproximadamente 3 bilhões de toneladas, ou um pedaço de 0,5 quilômetros cúbicos da Terra (um cubo com bordas de cerca de 800 metros).
Esse tipo de estrela possui um campo magnético muito forte (são entre 108 e 1015 vezes mais fortes que os da Terra) e, um campo gravitacional na superfície de cerca de 2 × 1011 (200 bilhões vezes o da Terra). A pouca radiação que escapa da sua superfície são ondas de rádio, raios gama, etc., na forma de jatos com a direção do eixo magnético norte-sul, podendo ser visto a distância na Terra como um pulsar. Esse eixo, não necessariamente, coincide com o eixo de rotação da estrela, fazendo com que o canhão de partículas das ondas varra regiões diferentes do céu durante sua rotação, ao invés de ficar apontado para uma única região do espaço. Quando isso acontece, temos o pulsar, que nada mais é que o canhão de radiação da estrela apontado para nós periodicamente (o chamado "efeito de farol"). A descoberta do primeiro pulsar por Jocelyn Bell Burnell em 1967 foi a primeira sugestão observacional de que existem estrelas de nêutrons. Acredita-se que a radiação dos pulsares seja principalmente emitida através de regiões próximas a seus polos magnéticos.
Além de muito massiva também gira muito rápido, podendo alcançar um período de rotação de milésimos de segundo; à medida que o núcleo da estrela colapsa, sua taxa de rotação aumenta como resultado da conservação do momento angular, portanto, as estrelas de nêutrons recém-formadas rodam em várias centenas de vezes por segundo.
As estrelas de nêutrons que podem ser observadas são muito quentes e tipicamente têm uma temperatura superficial em torno de 600 000 K. Em seu interior consiste em um núcleo grande, formado basicamente por nêutrons, e um pequeno número de prótons supercondutores. Novamente, a baixas temperaturas, os prótons supercondutores, combinados com a alta velocidade de rotação da estrela, produzem um efeito dínamo, semelhante ao responsável pelo campo magnético da Terra. Ao redor do núcleo, encontra-se um manto de nêutrons, seguido por uma camada de núcleos de ferro e elétrons livres.

### Pulsares

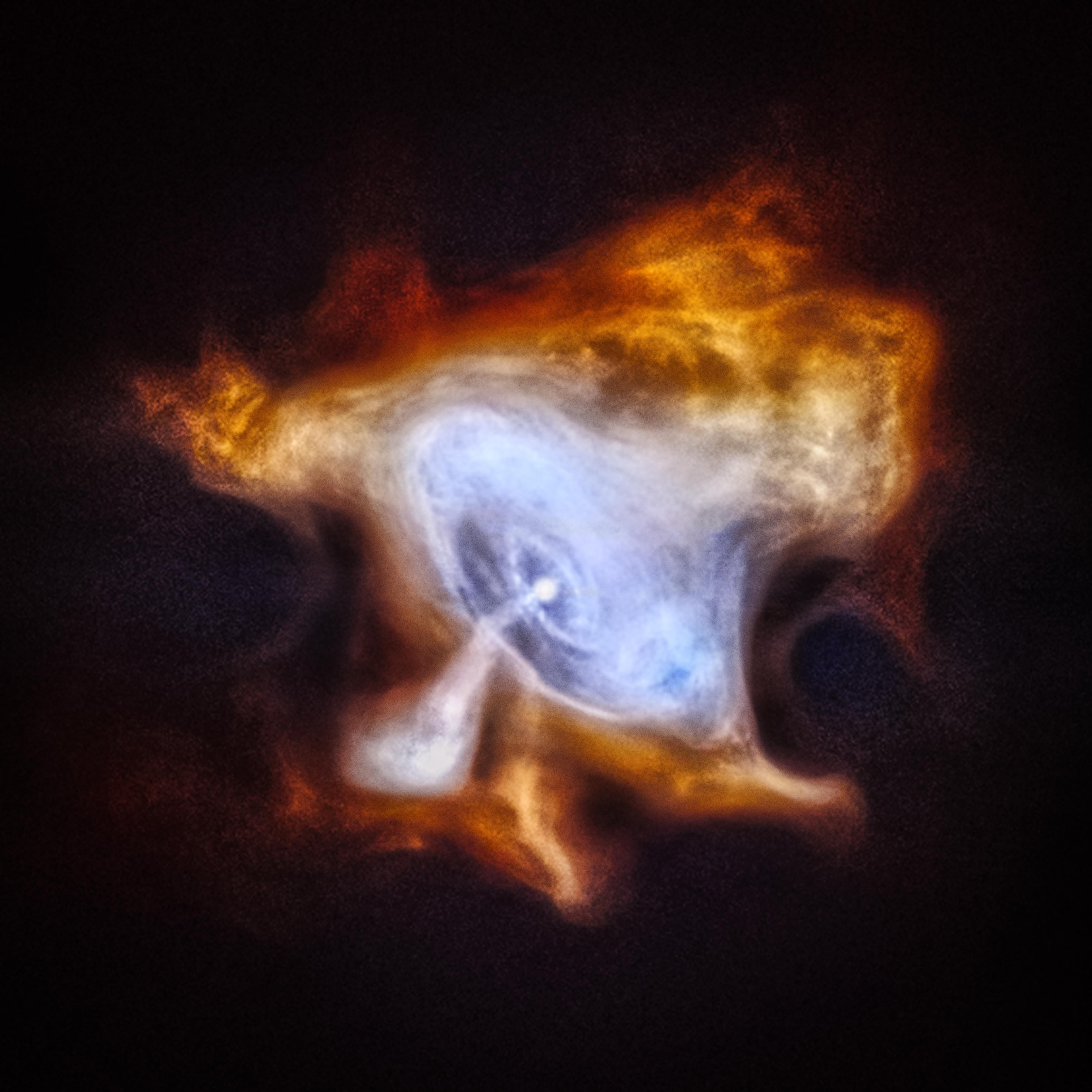
O Pulsar do Caranguejo. Esta imagem combina informação óptica recolhida pelo Hubble (a vermelho) e imagens raio-X do Chandra (a azul).

Pulsar ou pulsares são estrelas de nêutrons muito pequenas e muito densas. Os pulsares podem apresentar um campo gravitacional até 1 bilhão de vezes o campo gravitacional terrestre. Eles provavelmente são os restos de estrelas que entraram em colapso ou de supernovas. À medida que uma estrela vai perdendo energia, sua matéria é comprimida em direção ao seu centro, ficando cada vez mais densa. Quanto mais a matéria da estrela se move em direção ao seu centro, mais rápido ela gira.
Eles emitem um fluxo de energia constante. Essa energia é concentrada em um fluxo de partículas eletromagnéticas que são emitidas a partir dos polos magnéticos da estrela. Quando a estrela gira, o feixe de energia é espalhado no espaço, como o feixe de luz de um farol. Somente quando o feixe incide sobre a Terra é que podemos detectar os pulsares através de radiotelescópios. A luz emitida pelos pulsares no espectro visível é tão pequena que não é possível observá-la a olho nu. Somente os radiotelescópios podem detectar a forte energia que eles emitem.
O pulsar PSR 1913+16 é um sistema orbitado por estrelas de nêutrons com uma separação máxima de apenas um raio solar entre elas. Possui movimentos rápidos, e as observações indicam que o período orbital desse sistema deve diminuir relativamente rápido, tendo em vista seu forte sinal de onda gravitacional; desde 1975 o período já diminuiu de 10 segundos.

### Discos de acreção

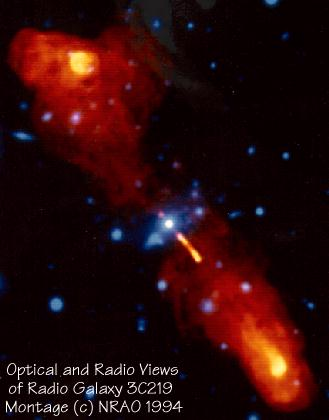
Disco de acreção.

No caso de uma supernova ocorrer em um sistema binário, a companheira da supernova pode sofrer alguns danos em suas camadas superficiais (e mesmo assim continuar sua vida), devido cada parte do binário gerar um domínio de força gravitacional próprio em forma de gota, que unem-se em forma de “8” formando uma superfície equipotencial; chamada de Lóbulo de Roche (todos os pontos apresentam o mesmo potencial gravitacional). Uma Estrela de Nêutrons será formada próximo à outra estrela vizinha a partir da supernova. Quando a estrela vizinha evoluir para uma Gigante Vermelha, está preenche o Lóbulo, o seu gás irá espiralar em direção à estrela de nêutrons via Ponto de Lagrange do Lóbulo (ponto de equilíbrio instável por onde a matéria pode ser transferida). Esse gás que é tragado pela estrela de nêutrons devido sua rotação, formará um espesso disco ao redor dela; tal disco é chamado de disco de acreção.
O atrito que existe entre camadas de gás nas órbitas próximas ao longo do disco de acreção leva à perda de momento angular e ao movimento de queda em espiral em direção à superfície da estrela de nêutrons. O gás em espiral move-se em direção ao campo gravitacional da estrela de nêutrons, então sua energia gravitacional é convertida na forma de energia térmica dentro do disco de acreção.
Na parte interna do disco de acreção a energia gravitacional é liberada com maior intensidade, atingindo uma temperatura média de milhões de graus. Uma enorme fonte de energia torna-se presente nessa região, onde há grande emissão de radiações, tais como ultravioleta e raios-x. A pressão na estrela de nêutrons pode sofrer um grande aumento se o gás for transferido em uma quantidade relativamente alta do disco de acreção para a estrela de nêutrons; dessa forma, a energia fica acumulada, e assim, eventualmente, o gás é expulso da estrela de nêutrons, fazendo com que existam fortes correntes de gás em sua órbita.